# Karl M. May
Karl M. May (geboren als Karl Michael Mayer am 9. August 1893 in Wien; gestorben am 19. April 1943 in Madrid) war ein österreichischer Komponist von Schlagern, Revuen, Operetten und Filmmusiken.

## Leben und Wirken
Der sieben Jahre jüngere Bruder des Komponisten und Filmkomponisten Hans Mayer, Künstlername Hans May, studierte an der Universität seiner Heimatstadt Jura sowie Musikwissenschaft bei Guido Adler und an der Wiener Musikakademie bei Hermann Graedener, ehe er zu Beginn des Ersten Weltkriegs eingezogen und an der Ostfront eingesetzt wurde. Dort geriet Mayer/May 1916 in russische Kriegsgefangenschaft und wurde in ein Lager nach Wladiwostok im äußersten Osten des Landes deportiert. Hier leitete er drei Jahre lang ein Kriegsgefangenenorchester. Wieder daheim in Wien, unternahm Karl Mayer erste Schritte als Musiker. Er nannte sich nunmehr Karl M. May und wirkte fortan als Kapellmeister, schrieb Schlagermusiken (Ich hab’ eine kleine braune Mandoline, Maskenball im Gänsestall; Unerhört küßt die Malwine, Zum ersten Mal verliebt, Mein Liebling, mach dein Herzchen auf; Der verliebte Bimbambulla) und sog. Wienerlieder (z. B. A Glaserl Wein).
Darüber hinaus komponierte Karl. M. May zwischen 1926 und 1936 auch mehrere Revuen (Wien und die Wiener, Rund um die Niese, Gnädige Frau, was machen Sie heute?; Ein Maharadscha und tausend Frauen) und Operetten (Aphrodite, Die blonde Gefahr). Mit Anbruch des Tonfilmzeitalters fand Karl. M. May wie bereits zuvor sein Bruder auch Beschäftigung als Komponist beim deutschen Film, wenngleich er es, anders als Hans, dort nicht zu großem Erfolg brachte. Meist kooperierte er bei seinen Filmliedern und -kompositionen mit bekannteren Kollegen wie Willy Schmidt-Gentner, Bronislaw Kaper und Marc Roland. 1933, nach der Machtergreifung, mussten beide jüdischen Brüder May das nationalsozialistische Deutschland wieder verlassen und kehrten zunächst nach Wien zurück. Dort schrieben Hans und Karl M. May gemeinsam die Filmmusik zu Richard Oswalds Gesangsromanze Wenn du jung bist, gehört dir die Welt. Während Hans May wenig später im englischen Exil seine Filmkarriere mit Erfolg fortsetzen konnte, führte Karl M. Mays Weg schließlich nach Spanien, wo er inmitten des Kriegs, noch keine 50 Jahre alt, verstarb.

## Filmografie
- 1930: Zwei Menschen
- 1930: Liebling der Götter
- 1930: Seitensprünge
- 1931: Schützenfest in Schilda
- 1931: Ein süßes Geheimnis
- 1932: Hasenklein kann nichts dafür
- 1932: Die elf Schill’schen Offiziere
- 1933: Wenn du jung bist, gehört dir die Welt
- 1934: De big van het regiment
- 1937: Der Pfarrer von Kirchfeld